# Бендиков Степан Михайлович
Бендиков Степан Михайлович (25 травня 1907 , Вища Дубечня, Жукинська волость, Остерський повіт, Київська губернія, Російська імперія  — 6 травня 1961 , Васільєво, Татарська АРСР ) — полковник Радянської Армії, учасник радянсько-фінської та німецько-радянської війни, Герой Радянського Союзу (1945).

## Біографія
Степан Бендиков народився 25 травня 1907 року у селі Вища Дубечня (нині Вишегородський район Київської області, Україна) у селянській родині. Він закінчив середню школу і працював на будівництві Турксибу. У 1929 році він був призваний до робітничо-селянської Червоної Армії. У 1932 році Бендіков закінчив артилерійське училище, того ж року вступив до ВКП(б). Він брав участь у радянсько-фінській війні. Початок Великої Великої Вітчизняної війни він зустрів у званні капітана. Брав участь у бойових діях в Арктиці, був тяжко поранений. У квітні 1942 Бендіков був направлений на Північно-Кавказький фронт. Він брав участь у звільненні Кубані, Ростова, Донбасу, у битві за Дніпро, форсував Віслу та Одер. До квітня 1945 року підполковник Степан Бендіков командував 107-м артилерійським полком 189-ї легкої артилерійської бригади 2-ї гвардійської танкової армії 1-го Білоруського фронту. Відзначився під час Берлинскої операціі.
16 квітня 1945 року артилерійський вогонь полку Бендікова дозволив радянським військам прорвати потужну оборонну лінію німецьких військ на Кюстринському плацдармі. Надалі полк супроводжував провідні радянські штурмові загони та неодноразово виводив батареї для ведення вогню по противнику прямим наведенням. 21 квітня 1945 року полк розпочав обстріл Берліна.
31 травня 1945 підполковник Степан Бендиков був удостоєний високого звання Героя Радянського Союзу. Цією нагородою він був нагороджений згідно указу Президії Верховної Ради СРСР з врученням ордена Леніна і медалі «Золота Зірка» за номером 6749 .
Після війни Бендиков продовжував служити у Радянській армії. У 1946 році він закінчив Вищу артилерійську офіцерську школу, але того ж року вийшов у відставку за станом здоров'я. Він жив у селі Васильєве Зеленодольського району Татарської АРСР та помер 6 травня 1961 року .
Був також нагороджений такими орденами: Червоного Прапора, Вітчизняної війни 2 ступеня, Червоної Зірки, а також деякою кількістю медалей .